# Stiftung Alten Eichen von 1596

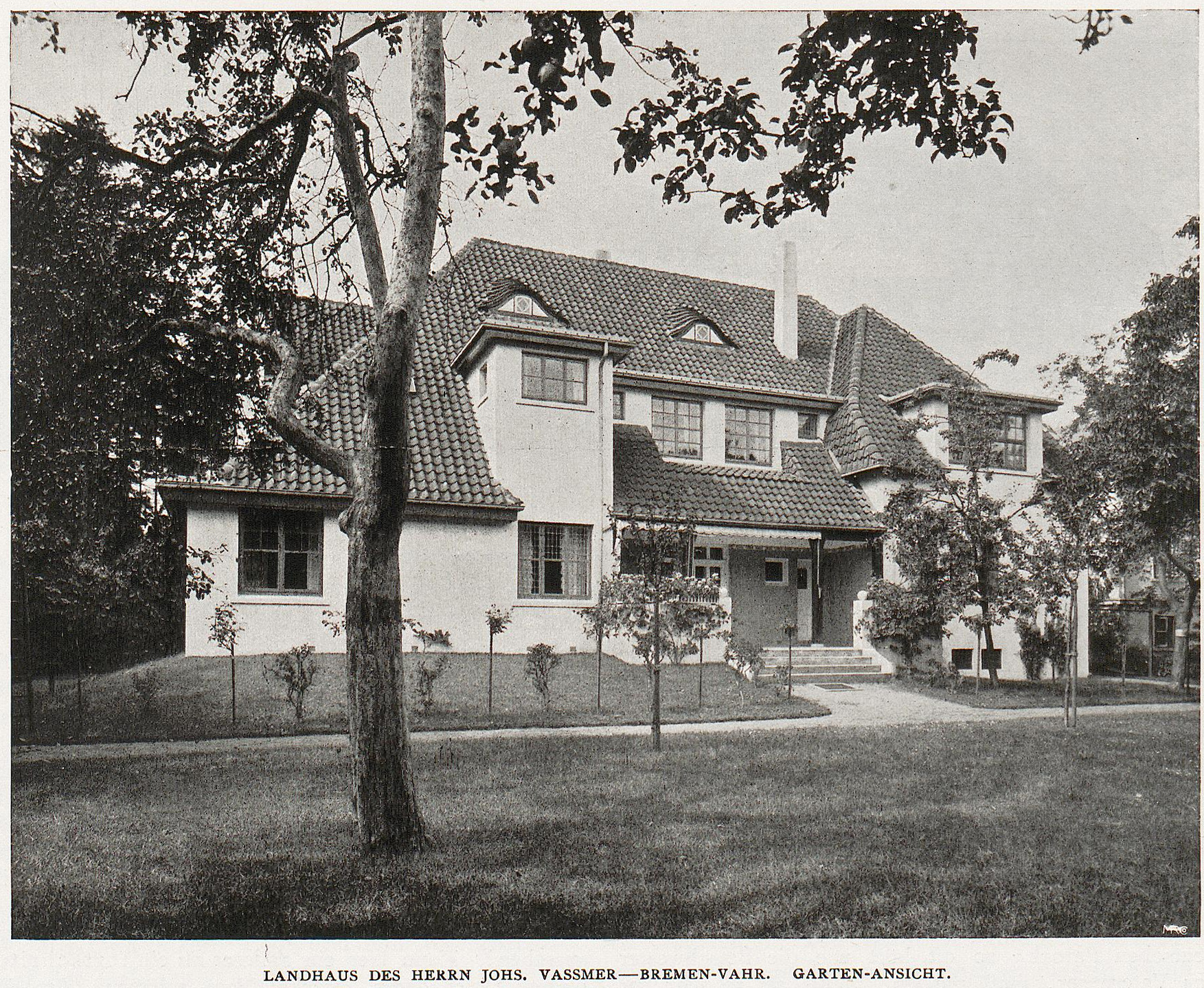
Haus Horner Heerstraße 19 im Jahr 1907/08

Die Stiftung Alten Eichen von 1596, die in Bremen ansässig ist, gilt als älteste Jugendhilfeeinrichtung Deutschlands. Ihr Sitz befindet sich an der Horner Heerstraße 19. Sie geht auf die Stiftung eines Neapolitaners zurück. Im Jahr 2008 wies die Stiftung über 100 Mitarbeiter auf. Sie ist Mitglied des Diakonischen Werks Bremen. Gesellschafter der 2020 entstandenen Petri & Eichen, Diakonische Kinder- und Jugendhilfe Bremen gemeinnützige GmbH sind die Stiftungen St. Petri Waisenhaus von 1692 in Bremen und Alten Eichen von 1596
Die Petri & Eichen, Diakonische Kinder- und Jugendhilfe Bremen entstand wiederum 2020 aus der Fusion der gemeinnützigen Gesellschaften mit beschränkter Haftung (gGmbHs) Diakonische Jugendhilfe Bremen, Alten Eichen – Perspektiven für Kinder und Jugendliche, St. Petri Kinder- und Jugendhilfe und Diakonische Kindertageseinrichtungen in Bremen. Diese Gesamtgesellschaft hat etwa 500 Beschäftigte. Ihr Hauptsitz ist in Bremen-Gröpelingen, Schiffbauerweg 2.
Die Stiftung Alten Eichen von 1596 unterhält Kinder- und Jugendwohngruppen, heilpädagogische Wohngruppen, berät und betreut Familien, Kinder und Jugendliche sowie Pflegekinder. Im Verbund mit anderen Einrichtungen beteiligt sie sich an Erziehungsstellen, der mobilen Betreuung sowie an Familienkrisendiensten. Insgesamt verfügt die Stiftung über acht Standorte in Bremen.
Die Stiftung entstand durch die Schenkung des Tarquinius Molignanus, eines vermögenden neapolitanischen Adligen, und die 1599 erfolgte Bereitstellung eines Gebäudes, des Reformierten Waisenhauses am Brill. Dieses war als „Rotes Waisenhaus“ bekannt. Daneben bestanden zwei weitere Waisenhäuser in Bremen, nämlich das im Jahr 1684 gegründete „Blaue Waisenhaus“ sowie, als drittes Waisenhaus, eines für Lutheraner, das 1692 gegründet wurde, und aus dem die Stiftung St. Petri Waisenhaus von 1692 in Bremen hervorging. Das 1684 gegründete „Blaue Waisenhaus“ war gegründet worden, weil die Bedingungen für eine Aufnahme von vielen Kindern nicht erfüllt wurden, denn im „Roten Waisenhaus“ wurde die Aufnahme restriktiv gehandhabt. Dort war das Bremer Bürgerrecht und die eheliche Geburt Bedingung für die Aufnahme. Das Rote Waisenhaus wurde 1756 neu aufgebaut. 
Leiter war bis zum 30. November 2010 Detlev Busche, ihm folgten Barbara Suchland und Matthias Spöttel. Bereichsleiter waren Sandra Harjes und Dieter Söker. 2010 wurden 95 Kinder stationär betreut, rund 120 ambulant, wobei Detlev Busche (der 30 Jahre in der Institution mitgearbeitet hat) und Matthias Spöttel die Zahl hilfebedürftiger Kinder in der Stadt auf etwa 6.700 bezifferten. Von 990 Heimkindern sind demnach rund 40 % in Bremen untergebracht. 2008 betreute die Stiftung erst rund 160 Kinder.
Im März 2010 unterzeichneten die Wohnungsbaugesellschaft GEWOBA, der TuS Huchting und Alten Eichen einen Kooperationsvertrag, um das Projekt Huchtinger Boxring anzustoßen. Dazu entstand ein Boxstudio in der Robbenplater Ladenzeile. Dabei stellt die Gewoba die Räume mietfrei zur Verfügung, der Sportverein übernimmt die sportliche Betreuung, Alten Eichen die pädagogische. Zum Umbau steuerte das Bauressort 250.000 Euro bei.
Die Stiftung veranstaltet alljährlich in der Vorweihnachtszeit eine Tombola, die sogenannte „Kälberverlosung“, zu deren Gewinnen außer Rindfleisch auch Geflügelfleisch und Kaffee gehören. Die Einnahmen aus dem Losverkauf werden von der Stiftung zum Kauf von Weihnachtsgeschenken für die von ihr betreuten Kinder, Jugendlichen und Familien eingesetzt. Im Jahr 2011 erfolgte die „381. Ausgabe der traditionellen Kälberverlosung“.